# Maltesische Basketballnationalmannschaft
Die maltesische Basketballnationalmannschaft repräsentiert Malta bei Basketball-Länderspielen der Herren, etwa bei internationalen Turnieren und bei Freundschaftsspielen.
Das Team konnte sich bisher nicht für Olympische Spiele, Weltmeisterschaften oder Europameisterschaften qualifizieren. 

## Geschichte
Die Nationalmannschaft Maltas trat im Jahre 1967 der FIBA bei. Eine Teilnahme bei einem großen Turnier gelang dem Team bisher nicht. Dafür gewann man zweimal die Bronzemedaille bei den FIBA Europameisterschaften für kleine Länder, 2010 und 2012. Außerdem errang das Team eine Silbermedaille und zwei Bronzemedaillen für Malta bei den Spielen der kleinen Staaten von Europa.

## Abschneiden bei internationalen Wettbewerben
| - noch nie qualifiziert |  | - noch nie qualifiziert |

### Europameisterschaften
- noch nie qualifiziert